# Bruce Fraser
Bruce Fraser, född 5 februari 1888 i Acton, London, död 12 februari 1981 i London, var en brittisk amiral under andra världskriget.
Fraser började i Royal Navy 1902 och tjänstgjorde som artilleriofficer i flottan under första världskriget. 1933 blev han ansvarig för flottans ammunition, som Director of naval ordnance, och arbetade under 1939–1941 med expansionen av flottan under början av andra världskriget. Han blev därefter högsta befälhavare över Home Fleet, och var på denna post under de senare delarna av sjökriget i Europa, då en av de främsta uppgifterna gällde eskort av konvojerna till Sovjetunionen. Under den perioden förde han befäl, ombord på sitt flaggskepp Duke of York, över den del av Storbritanniens flotta som sänkte slagskeppet Scharnhorst under Slaget vid Nordkap 26 december 1943. Slaget skedde när Frasers styrka eskorterade en konvoj till Murmansk i Sovjetunionen.
1944 gick han till att föra befäl över den mäktiga brittiska Stillahavsflottan. Han förde dock befäl från land i Australien och inte på ett fartyg. Den brittiska stillahavsflottan var inblandad i slaget om Okinawa och de sista anfallen av de japanska öarna. Fraser var utsedd till den brittiska representanten då Japan skrev på sin kapitulation ombord på det amerikanska slagskeppet USS Missouri 2 september 1945.
Fraser adlades 1946 och fick graden admiral of the fleet 1948. Han var förste sjölord 1948–1951.